# Fjölsvinnsmál

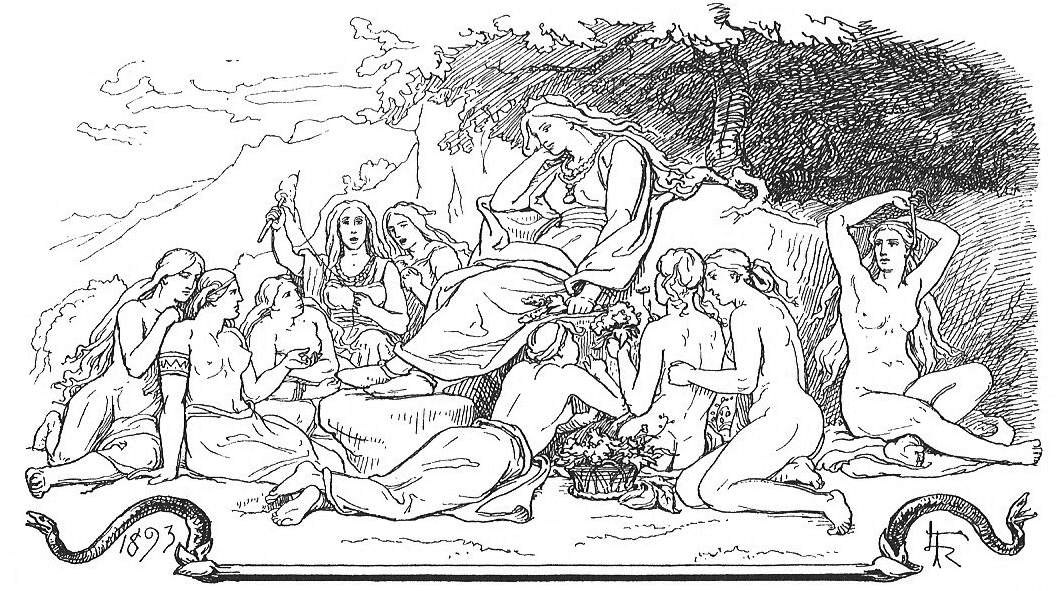
Menglöd entouré de neuf jeunes filles comme décrit dans le Fjölsvinnsmál.

Le Fjölsvinnsmál (les Dits de Fjölsvinnr) est un poème rattaché au recueil de textes de mythologie nordique Edda Poétique, trouvé dans plusieurs manuscrits du XVIIe siècle mais le poème a sans doute été composé au XIIe siècle. Plusieurs éditions récentes regroupent ce poème avec un autre appelé Grógaldr sous le titre global de Svipdagsmál (les dits de Svipdagr), car ces deux poèmes mettent en scène le même personnage Svipdagr et le Fjölsvinnsmál constitue une suite au Grógaldr .
Dans le poème précédent, le Grógaldr, Svipdagr demande à sa mère Gróa de lui chanter des incantations pour le protéger dans son voyage vers la demeure de Menglöd qu'il doit épouser.
Le Fjölsvinnsmál est composé de 50 strophes. Au début un homme (Svipdagr) arrive aux portes d'un château sur une montagne. Il se présente sous le nom de Vindkaldr au gardien du lieu, appelé Fjölsvinnr (ce qui signifie Tout-savant, il pourrait s'agir d'Odin). Fjölsvinnr l'avait ordonné de s'en aller. Ensuite un jeu de questions s'ensuit, où Vindkaldr interroge Fjölsvinnr sur de nombreux sujets, et finit par apprendre que Menglöd vit dans le château et que seul celui qui s'appelle Svipdagr a le droit d'y entrer. Vindkaldr révèle que son vrai nom est Svipdagr, ainsi les portes lui sont ouvertes et Menglöd l'accueille. 